# Plesiopanurgus zizus
Plesiopanurgus zizus är en biart som först beskrevs av Warncke 1987.  Plesiopanurgus zizus ingår i släktet Plesiopanurgus och familjen grävbin. Inga underarter finns listade i Catalogue of Life.